# Марта Канга Антоніо
Марта Канга Антоніо (фр. Martha Canga Antonio), (1995, Монс, Бельгія) — бельгійська акторка.

## Вибіркова фільмографія
- Чорний (2015)
- Клео (2018)